# A. Edward Sutherland
Albert Edward Sutherland (Londra, 5 gennaio 1895 – Palm Springs, 31 dicembre 1973) è stato un regista, attore e produttore cinematografico statunitense.
A inizio carriera, prese parte a circa una quarantina di film come attore, cominciando come Keystone Cop ne Il fortunoso romanzo di Tillie. Diresse numerosi film a partire dagli anni venti fino agli anni cinquanta e lavorò anche con il duo comico Laurel & Hardy per il film I diavoli volanti (1939).

## Biografia
Nato e cresciuto nell'ambiente dello spettacolo, era figlio di Al Sutherland, un impresario e produttore teatrale, e di Julie Ring, un'artista di varietà. Era anche nipote della cantante Blanche Ring e dell'attrice Frances Ring, sorelle di sua madre. Il famoso divo di Hollywood Thomas Meighan sarebbe poi diventato suo zio, dopo aver sposato zia Frances. Dal canto suo, Sutherland si sposò due volte: il primo matrimonio, che durò dal 1923 al 1925, fu con Marjorie Daw, il secondo - dal luglio 1926 al luglio 1928 - con Louise Brooks.

## Filmografia parziale

### Regista
- Coming Through (1925)
- Wild, Wild Susan (1925)
- Il figlio di papà (A Regular Fellow) (1925)
- Addio mia bella addio (Behind the Front) (1926)
- Marinai... per forza (We're in the Navy Now) (1926)
- It's the Old Army Game (1926)
- Pompieri per ardore (1927)
- Il fortunoso romanzo di Tillie (Tillie's Punctured Romance) (1928)
- What a Night! (1928)
- Pointed Heels (1929)
- Lui, lei, l'altra (1929)
- I dissoluti (1929)
- La danza della vita (The Dance of Life), co-regia di John Cromwell (1929)
- La corsa all'amore (Burning Up) (1930)
- Paramount Revue (1930)
- Il leone sociale (1930)
- Lo stroncatore di gang  (1931)
- Luna di giugno (1931)
- Il re dei chiromanti (Palmy Days) (1931)
- Il coraggio della paura (Sky Devils) (1932)
- Il signor Robinson Crosuè (Mr. Robinson Crusoe) (1932)
- International House (1933)
- L'uomo dai diamanti (Diamond Jim) (1935)
- Mississippi, co-regia non accreditata di Wesley Ruggles (1935)
- Valzer champagne (Champagne Waltz) (1937)
- I diavoli volanti (The Flying Deuces) (1939)
- Al di là del domani  (Beyond Tomorrow) (1940)
- Hellzapoppin in Grecia (The Boys from Syracuse) (1940)
- One Night in the Tropics (1940)
- La donna invisibile (The Invisible Woman) (1940)
- Nine Lives Are Not Enough  (1941)
- Army Surgeon (1942)
- Sing Your Worries Away  (1942)
- La marina è vittoriosa (The Navy Comes Through) (1942)
- Signorine, non guardate i marinai (Star Spangled Rhythm) (non accreditato), co-regia di George Marshall (1942)
- La nave della morte (Follow the Boys) (1944)
- Comando segreto (Secret Command) (1944)
- Having Wonderful Crime (1945)
- Bermuda Affair (1956)

### Attore
- The Hazards of Helen - serial (1914)
- The Girl and the Game, regia di J.P. McGowan (1915)
- His Hereafter, regia di F. Richard Jones – cortometraggio (1916)
- His Last Laugh , regia di Walter Wright – cortometraggio (1916)
- The Danger Girl, regia di Clarence G. Badger – cortometraggio (1916)
- Love Under Cover, regia di J. Farrell MacDonald – cortometraggio (1917)
- Heart Strategy , regia di J. Farrell MacDonald – cortometraggio (1917)
- Won by a Foot, regia di Hugh Fay – cortometraggio (1917)
- The Telephone Belle, regia di Herman C. Raymaker – cortometraggio (1917)
- Innocent Sinners, regia di Herman C. Raymaker – cortometraggio (1917)
- A Dog's Own Tale, regia di Herman C. Raymaker – cortometraggio (1917)
- The Girl and the Ring, regia di Charles Avery – cortometraggio (1917)
- Dad's Downfall, regia di Herman C. Raymaker – cortometraggio (1917)
- A Toy of Fate, regia di Harry McCoy – cortometraggio (1917)
- His Cool Nerve, regia di Harry McCoy – cortometraggio (1917)
- His Foothill Folly, regia di Reggie Morris – cortometraggio (1917)
- A Fallen Star, regia di Harry McCoy – cortometraggio (1917)
- His Saving Grace, regia di Harry McCoy – cortometraggio (1917)
- Caught in the End, regia di Charles Avery – cortometraggio (1917)
- A Modern Sherlock – cortometraggio (1917)
- Which Woman?, regia di Tod Browning e Harry A. Pollard (1918)
- A Girl Named Mary, regia di Walter Edwards (1918)
- L'avventura del velo grigio (The Veiled Adventure), regia di Walter Edwards (1919)
- Love Insurance, regia di Donald Crisp (1919)
- All of a Sudden Peggy, regia di Walter Edwards (1920)
- The Paliser Case, regia di William Parke (1920)
- The Sea Wolf, regia di George Melford (1920)
- The Round-Up, regia di George Melford (1920)
- Conrad in Quest of His Youth, regia di William C. de Mille (1920)
- Just Outside the Door , regia di George Irving (1921)
- Everything for Sale, regia di Frank O'Connor (1921)
- The Light in the Clearing, regia di T. Hayes Hunter (1921)
- The Woman He Loved, regia di Edward Sloman (1922)
- The Loaded Door, regia di Harry A. Pollard (1922)
- The Ordeal, regia di Paul Powell (1922)
- Second Hand Rose, regia di Lloyd Ingraham (1922)
- Elope If You Must, regia di C.R. Wallace (1922)
- Nancy from Nowhere, regia di Chester M. Franklin (1922)
- Girl from the West, regia di Wallace MacDonald (1923)
- La donna di Parigi (A Woman of Paris: A Drama of Fate), regia di Charles Chaplin (1923)
- La danza della vita (The Dance of Life), regia di John Cromwell, A. Edward Sutherland (1929)